# Emily Acland

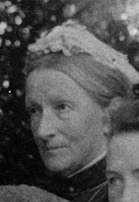
Emily Acland, 1890

Emily Weddell Acland (* 14. November 1830 als Emily Weddell Harper in Eton, England; † 24. Juli 1905 in Christchurch, Neuseeland) war eine neuseeländische Pionierin und Malerin von Aquarellen.

## Leben
Emily Acland kam 1830 als älteste Tochter von Henry Harper, dem späteren ersten Bischof von Christchurch, und Emily Wooldridge zur Welt. Einer ihrer Brüder war Leonard Harper. Die Familie emigrierte in den 1850er Jahren nach Neuseeland in die Region Canterbury.
1860 heiratete sie John Acland, der ebenfalls in England geboren wurde und in Canterbury eine Schaffarm betrieb. Auf ihrem Besitz unweit des Mount Peel ließ das Paar neben seinem Wohnhaus auch die Kirche Church of the Holy Innocents erbauen, welche 2003 als Denkmal in die Liste des Heritage New Zealand aufgenommen wurde.
Sie verstarb nach kurzer Krankheit 1905 in Christchurch und wurde auf dem Friedhof der Church of the Holy Innocents beerdigt.
Nach ihr wurde der Wasserfall Emily Falls benannt.

### Malerei
Das Werk Nineteenth Century New Zealand Artists: A Guide & Handbook beschreibt die Aquarelle von Emily Acland als lebendig und attestiert im Hinblick auf die Motive der frühen Stadt Christchurch einen speziellen historischen Wert. Ein Teil ihrer Werke ist in der Christchurch Art Gallery zu sehen.